# 5 Ursae Minoris
5 Ursae Minoris (nota con il nome di Choo Tsze e con l'abbreviazione 5 UMi) è una stella gigante arancione nella costellazione dell'Orsa Minore. Dista circa 359 anni luce dal Sistema solare.

## Osservazione
Data la sua declinazione fortemente boreale (circa 75°), è circumpolare da buona parte dell'omonimo emisfero, e visibile da tutto quell'emisfero terrestre e anche da una piccola porzione dell'emisfero australe.
La sua magnitudine apparente di circa +4,25 la rende difficile da individuare dai grandi centri urbani. Un cielo non eccessivamente inquinato da luci artificiali dovrebbe permettere la sua individuazione.

## Proprietà fisiche
Si tratta di una cosiddetta gigante arancione evoluta (classe spettrale K4 III), ovvero di una stella di media grandezza (da 0,3 a 8 masse solari) alla fine della sua evoluzione stellare. Essendo di classe spettrale K, è leggermente più fredda del Sole (4905 K contro i 5800 della nostra stella). Si tratta di una stella al bario, e questo potrebbe indicare che la stella ha una nana bianca come compagna. La sua massa è 1,86 volte quella solare, ma il suo raggio è 16 volte quello della nostra stella; la sua luminosità è circa pari a 447 luminosità solari. 
Questa stella è inoltre povera di litio.

### Variabilità
La variabilità di questa stella non è confermata: la sua magnitudine apparente sembrerebbe variare tra +4 e +4,8 (per questo la stella è stata inserita nel New Catalogue of Suspected Variable Stars). Il satellite Hipparcos registra tale magnitudine come costante.